# 皮里韋科湖
39°55′48″S 71°47′25″W / 39.93000°S 71.79028°W

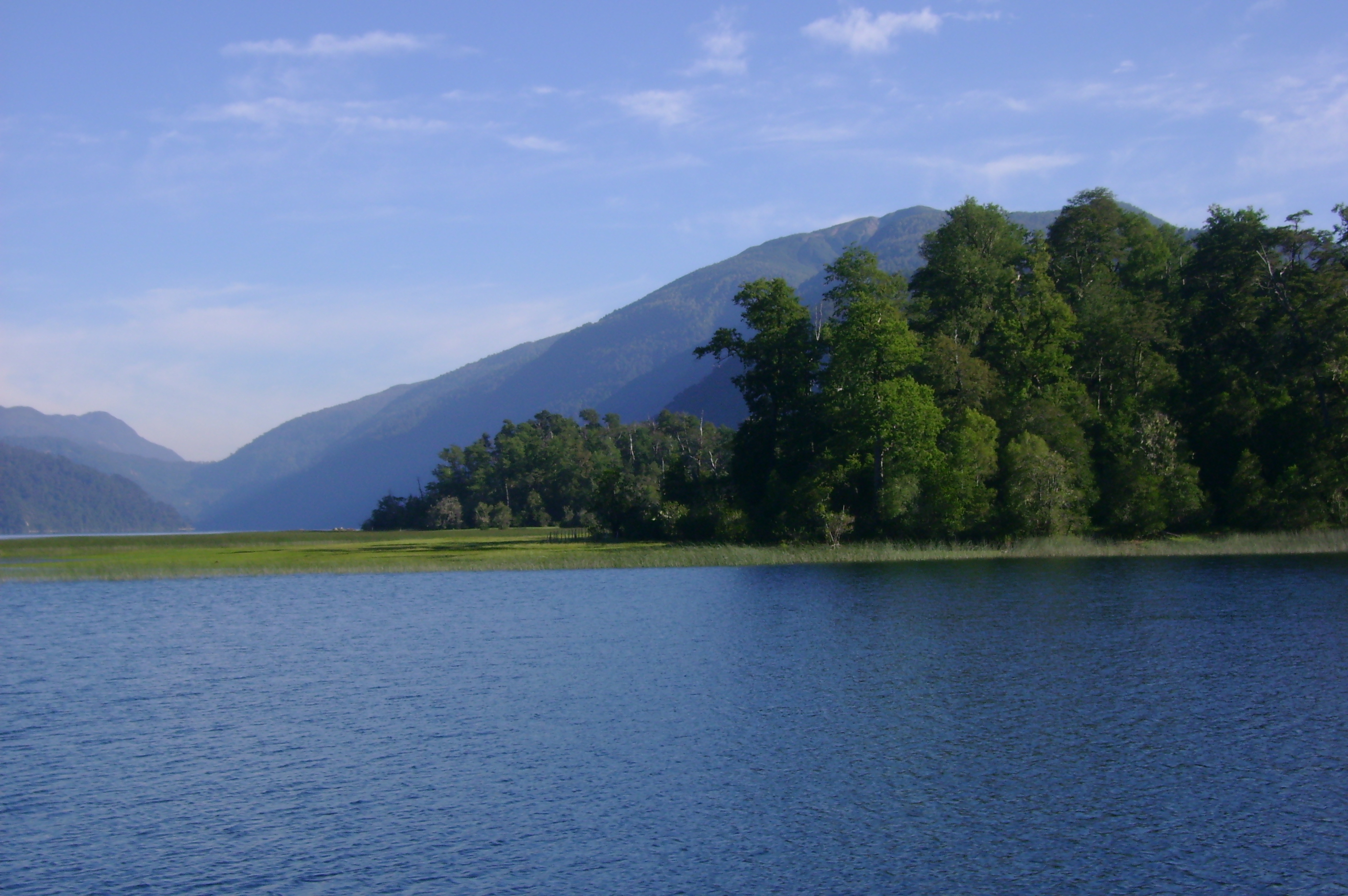

皮里韋科湖是智利的湖泊，位於安第斯山脈地區，由瓦爾迪維亞省負責管轄，面積30.45平方公里，海拔高度586米，最大水深145米，湖畔城鎮有潘吉普伊。

## 外部連結
- Satellital image of Panguipulle Lake （页面存档备份，存于）